# Ararat (plaats)
Ararat (Armeens: Արարատ), voorheen Davaloe, is een stad in Armenië, in de provincie Ararat, ongeveer 42 km ten zuidoosten van Jerevan, de hoofdstad van Armenië.
In 1935 fuseerde het (voormalige) dorp Ararat met het dorp Davalu. Vier jaar later, in 1939, werd de stad Ararat officieel gesticht.
In de stad staan twee grote fabrieken: een cementfabriek en de Ararat Gold Recovery Company. De leefbaarheid in de stad is slecht. Dit is te wijten aan de uitstoot van stof en cementcyanide door de goudfabriek. In de zomer van 2005 overschreed de vervuiling van de atmosfeer 9,6 keer de acceptabele norm.
Abovjan · Agarak · Achtala · Alaverdi · Aparan · Ararat · Armavir · Artasjat · Artik · Artsvasjen · Asjtarak · Berd · Bjoeregavan · Dastakert · Darakert · Dilidzjan · Dzjermoek · Etsjmiadzin · Gavar · Goris · Gjoemri · Hrazdan · Idzjevan · Jechegnadzor · Jegvard · Kadzjaran · Kapan · Maralik · Martoeni · Masis · Megri · Metsamor · Nojemberjan · Nor Hatsjen · Odzoen · Sevan · Sisian · Sjamloeg · Spitak · Stepanavan · Talin · Tasjir · Toemanjan · Tsachkadzor · Tsjambarak · Tsjarentsavan · Vajk · Vanadzor · Vardenis · Vedi · Jerevan